# Malta en los Juegos Olímpicos de Berlín 1936
Malta estuvo representada en los Juegos Olímpicos de Berlín 1936 por once deportistas masculinos que compitieron en dos deportes.
El equipo olímpico maltés no obtuvo ninguna medalla en estos Juegos.